# Johan Carbonero
Pour les articles homonymes, voir Carbonero.
Johan Carbonero, né le 20 juillet 1999 à Santander de Quilichao en Colombie, est un footballeur colombien qui évolue au poste d'attaquant au SC Internacional, en prêt du Racing Club.

## Biographie

### En club
Il commence sa carrière avec l'équipe colombienne d'Once Caldas, son club formateur.
Lors du Tournoi Clausura 2019, il se met en évidence en inscrivant cinq buts en championnat. Le 29 octobre 2019, il est l'auteur d'un doublé lors de la réception de l'Unión Magdalena.

### En équipe nationale
Avec l'équipe de Colombie des moins de 20 ans, Johan Carbonero participe au championnat sud américain des moins de 20 ans en 2019. Lors de cette compétition organisée au Chili, il joue six matchs. Avec un bilan de trois victoires, trois nuls et trois défaites, la Colombie se classe quatrième du tournoi.
Il dispute ensuite quelques mois plus tard la Coupe du monde des moins de 20 ans organisée en Pologne. Lors du mondial junior, il joue quatre matchs. Il se met en évidence en délivrant une passe décisive lors de la première rencontre, face au pays organisateur. La Colombie s'incline en quart de finale face à l'Ukraine.
Il est par la suite convoqué avec l'équipe de Colombie des moins de 23 ans, en remplacement de Juan Pablo Ramírez (en), participant ainsi à la qualification de son pays pour les Jeux olympiques. Le 22 janvier 2020, il se met en évidence en inscrivant un but face à l'Équateur.